# Bosone I di Provenza
Bosone V di Vienne o di Arles (844 circa – Vienne, 11 gennaio 887) è stato conte di Vienne, dall'870, duca d'Italia, dall'876 all'877, governatore e conte di Provenza (comprese la Contea di Mâcon e la Contea di Chalon), nell'877, conte d'Autun, dall'879 all'880, e infine re di Provenza, dall'879 alla morte.

## Origine
Figlio del conte Bivin di Vienne (822-877), (a sua volta figlio di Riccardo II, conte di Amiens, e della moglie di cui non si conoscono, né il nome, né gli ascendenti) e di Richilde, figlia di Bosone il Vecchio (?-855), conte del Vallese, conte di Arles e anche conte in Italia, considerato il capostipite della dinastia Bosonide. Era il fratello di Riccardo detto il Giustiziere e di Richilde di Provenza ed erano suoi zii (o da parte di padre oppure di madre), Teutberga (?-876), moglie del re di Lotaringia, Lotario II e Uberto del Vallese (?-864), abate dell'abbazia di Saint Maurice-in-Valais.

## Biografia
Già nell'860, Bosone, nell'Anuntiatio domni Karoli viene citato tra i conti fedeli a Carlo il Calvo, il re dei Franchi occidentali: egli fu il suo maestro dei portieri e il suo ciambellano; egli era stato ciambellano anche di Luigi II il Balbo, oltre che suo magister ostiariorum.
Nell'862, secondo la Chronica Albrici Monachi, Bosone fu tra coloro che appoggiarono il re di Lotaringia, Lotario II, nell'atto di ripudiare la propria moglie, Teoberga, e sposare Waldrada.
In gioventù Bosone sposò una nobile di cui non si conoscono né generalità né ascendenti (l'esistenza di questa moglie è confermata dagli Annales Fuldenses, che affermano che il conte di Provenza, Bosone, avvelenò la (prima) moglie).
Secondo gli Hincmari Annales, e secondo gli Annales Bertiniani, nell'869 fu nominato abate laico dell'abbazia di San Maurizio d'Agauno, e, dopo aver presenziato ai funerali di Ermentrude d'Orléans, la moglie del re dei Franchi occidentali e futuro imperatore, Carlo il Calvo, convinse, anche con l'aiuto della zia, la regina di Lotaringia, Teoberga, la propria sorella, Richilde delle Ardenne (845-910), a raggiungere subito Carlo il Calvo, per diventarne la concubina. L'anno seguente (870), Carlo il Calvo sposò la sua concubina, Richilde e Bosone, divenuto cognato del re, da quel momento fu ricolmato di onori e benefici. Infatti, nell'870, Carlo gli concesse la contea di Vienne.
Nell'875 Bosone accompagnò in Italia il re di Francia, Carlo il Calvo che ricevette sia la corona d'Italia sia la corona imperiale. Il nuovo imperatore, nel febbraio 876, nominò Bosone governatore d'Italia (viceré in assenza dell'imperatore) e, all'inizio dell'anno successivo, lasciato in Italia il proprio fratello, Riccardo il Giustiziere, ricevette il titolo di governatore e conte di Provenza, incarichi che tenne sino alla morte dell'imperatore, Carlo il Calvo, avvenuta in quello stesso anno. Bosone si era rifiutato di partecipare alla campagna d'Italia intrapresa da Carlo per contrastare l'erede del re dei Franchi orientali, Ludovico II il Germanico, Carlomanno di Baviera, che era sceso in Italia con un poderoso esercito, di fronte al quale, Carlo il Calvo, decise di far rientro in Gallia; ma durante il ritorno, arrivato in Moriana Carlo morì e gli succedette il figlio Luigi il Balbo, che, non rispettando il capitolare di Quierzy, non ricevette il giuramento di fedeltà da gran parte della nobiltà tra cui Bosone e l'imperatrice vedova, la sorella di Bosone, Richilde di Provenza, matrigna di Luigi.
Con l'intermediazione del vescovo di Reims, Incmaro, Luigi riuscì a raggiungere un compromesso con la nobiltà, capeggiata da Bosone e con Richilde e l'8 dicembre, dopo che i maggiorenti gli avevano giurato fedeltà, Luigi, fu incoronato, da Incmaro, re dei Franchi occidentali, a Compiègne.
Nell'877, secondo il cronista, Reginone, con grande magnificenza, Bosone aveva sposato Ermengarda, la figlia del defunto re d'Italia, Imperatore del Sacro Romano Impero dall'855 e re di Provenza, Ludovico II il Giovane e di Engelberga d'Alsazia, di cui non si conoscono gli ascendenti, ma quasi certamente, da parte di padre, erano della famiglia dei Supponidi; secondo gli Annales Fuldenses, invece il conte di Provenza, Bosone, dopo aver avvelenato la propria (prima) moglie, rapì, con la forza, Ermengarda, per poterla sposare e poter avere pretese sul regno d'Italia.
Secondo gli Annales Bertiniani, molto probabilmente per sancire la riconciliazione col re Luigi II il Balbo, Bosone, nell'878, fidanzò la figlia, Engelberga, ancora in fasce, col figlio di Luigi II il Balbo, Carlomanno (866-884), figlio del re dei Franchi occidentali, Luigi II il Balbo. Il fidanzamento non andò a buon fine sia per la nuova ribellione di Bosone contro il nuovo re dei Franchi occidentali, Luigi III il Giovane, sia per la prematura morte di Carlomanno.
Il papa Giovanni VIII, per incontrare Luigi il Balbo, si imbarcò su una nave napoletana e sbarcò ad Arles, dove incontrò Bosone che l'accompagnò, poi navigando il Rodano sino a Lione, dove ebbe luogo la trattativa che condusse al concilio di Troyes, del settembre 878, dove il papa, in cambio della corona imperiale, sperava di ottenere, da Luigi, l'aiuto a combattere i conti ribelli e i saraceni. Ma Luigi, malato, non potendo recarsi in Italia, rifiutò la corona imperiale.
Allora il papa si rivolse a Bosone, che era stato duca d'Italia, per conto di Carlo il Calvo e conosceva la situazione. Bosone, alla fine di quell'anno, attraversò le Alpi col papa e raggiunta Pavia, dove fu convocata una grande riunione di vescovi e nobili dell'Italia settentrionale, dove il papa sperava di poter consegnare a Bosone la corona d'Italia e forse anche quella imperiale. Bosone però non fece nulla per assecondare il volere del papa e con vari pretesti abbandonò Giovanni VIII e rientrò in Provenza, anche perché Luigi il Balbo stava morendo.
Bosone, nell'879, possessore praticamente di tutte le valli del Rodano e dalla Saona, rivendicò la contea di Autun, che il conte, Teodorico il Tesoriere, gli cedette in cambio di alcune abbazie, anche per la mediazione del Marchese di Neustria, Ugo l'Abate.

### Elevazione a sovrano
Nell'aprile dell'879 a Luigi succedettero i figli, Luigi III il Giovane e Carlomanno II. Bosone e altri magnati provenzali, secondo l'Historia Regum Francorum inviarono ambasciatori al re dei Franchi orientali, Ludovico II il Germanico, per consegnargli la parte di regno di Lotaringia, che era stata aggregata alla Provenza mentre i nobili e l'alto clero del regno di Provenza, il 15 ottobre 879 si riunirono nel castello di Mantaille, vicino a Vienne e nominarono Bosone re di Burgundia (Provenza e parte della Borgogna), che, nell'autunno dello stesso anno, a Lione, fu solennemente incoronato dall'arcivescovo Aureliano. Fu il primo re di sangue non carolingio.

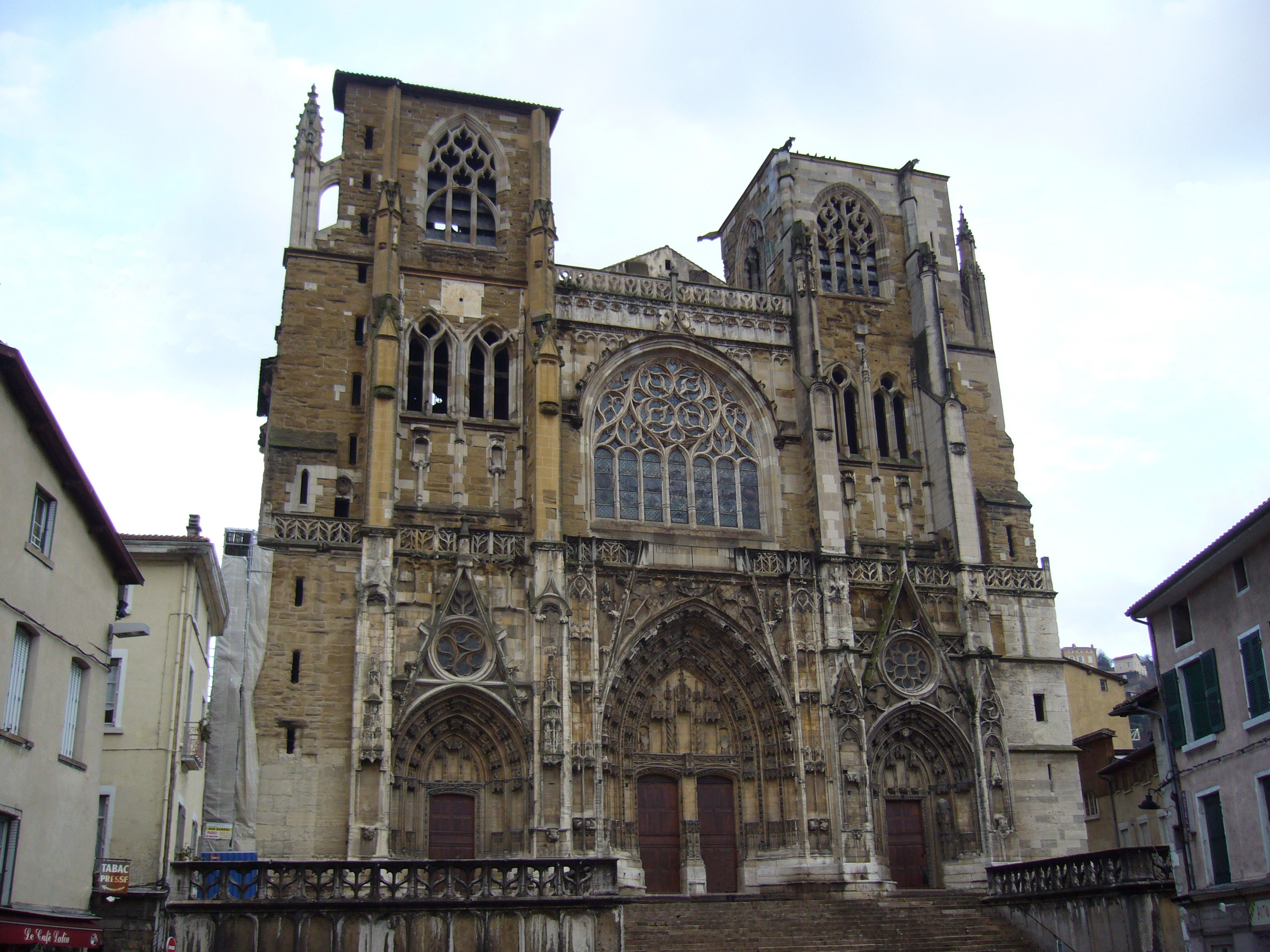
La Cattedrale di San Maurizio a Vienne

Dopo essere stato incoronato re, Bosone consegnò la contea di Autun al fratello, Riccardo il Giustiziere, che preferì accordarsi con Carlomanno di Baviera, re dei Franchi orientali, che gli concesse il titolo di conte di Autun e l'abbazia di Saint-Symphorien d'Autun, per cui Bosone fu conte d'Autun per circa un anno (879 - 880).
La coalizione tra Carlomanno, il fratello, re Luigi III di Francia e il nuovo re d'Italia, Carlo il Grosso, prima sconfisse il figlio di Lotario II di Lotaringia, Ugo (855 - 895), che si era ribellato e voleva rientrare in possesso dei feudi che erano stati di suo padre, o almeno del ducato d'Alsazia (di cui era stato duca dall'867 all'869), poi attaccarono Bosone e lo costrinse sulla difensiva (secondo gli Annales Fuldenses, Carlo il Grosso, nell'880, sconfisse Bosone, costringendo a ritirarsi a Vienne), assediando la sua capitale, Vienne, sino a che Carlo il Grosso fu chiamato in Italia dal papa per incoronarlo, nel febbraio dell'881, imperatore. Anche Luigi e Carlomanno rientrarono nei loro possedimenti e lasciarono a proseguire l'assedio il fratello di Bosone, Riccardo il Giustiziere, che, nel settembre dell'882, obbligò alla resa la regina Ermengarda, che era rimasta a Vienne per organizzare la difesa. Ermengarda con la figlioletta, Engelberga, fu condotta nella contea di Autun, presso Riccardo il Giustiziere.
Comunque Bosone non si arrese e continuò a difendere il suo regno, con successo anche perché dopo la morte di Luigi III, nell'881, Carlomanno, che gli succedette sul trono dei Franchi occidentali, dovette affrontare numerosi attacchi dei Vichinghi e dopo la morte di Carlomanno, nell'884, Carlo il Grosso, divenuto anche re di Francia, di fatto, riconobbe Bosone, re di Provenza.
Bosone, secondo gli Annales Fuldenses, morì nell'887, a Vienne, dove fu inumato, nella cattedrale di san Maurizio. Morendo, Bosone lasciò erede il figlio Ludovico, con la reggenza della madre, Ermengarda, che ottenne la protezione dell'imperatore e del cognato, il conte d'Autun, Riccardo il Giustiziere in procinto di essere riconosciuto duca di Borgogna.

## Discendenza
Bosone ebbe una figlia dalla prima moglie:
- Willa di Provenza (873-914), sposò il re Rodolfo I di Borgogna e, in seconde nozze, Ugo d'Arles.

Bosone ed Ermengarda ebbero tre figli:
- Engelberga (ca. 878-?), fidanzata, nell'878, con Carlomanno[20], figlio del re dei Franchi occidentali, Luigi II il Balbo, poi sposò, nel 900 circa, il duca d'Aquitania Guglielmo I il Pio (875-918);
- Ludovico III il Cieco (880-928), re di Provenza, re d'Italia e imperatore;
- Ermengarda (dopo 882[27]-dopo giugno 924), che viene citata un documento, datato 11 agosto 887, in cui Carlo il Grosso, senza farne il nome, la conferma nelle sue proprietà assieme al fratello e alla sorella[30]. Sposò il Conte di Chalon e di Digione Manasse II, figlio di Manasse I.

### Fonti primarie
- (LA)  Monumenta Germaniae Historica, Diplomata Regum Germaniae ex Stirpe Karolinorum, tomus II.
- (LA)  Monumenta Germanica Historica, tomus V.
- (LA)  Monumenta Germanica Historica, tomus I.
- (LA)  Monumenta germanica Historica, Capitularia Regum Francorum, tomus I.
- (LA)  Rerum Gallicarum et Francicarum Scriptores, tomus IX.
- (LA)  Annales Bertiniani.

### Letteratura storiografica
- René Poupardin, I regni carolingi (840-918), in «Storia del mondo medievale», vol. II, 1979, pp. 583–635
- Allen Mayer, I vichinghi, in «Storia del mondo medievale», vol. II, 1979, pp. 734–769
- Louis Halphen, Il regno di Borgogna, in «Storia del mondo medievale», vol. II, 1979, pp. 807–821
- (FR)  Histoire du Duché de Bourgogne du VIIIème au XIVème siècle.
- (FR)  La famille des Nibelungen Les comtes d'Autun au IXe siècle.